# 피터 퍼스
피터 퍼스(Peter Firth, 1953년 10월 27일 ~ )는 잉글랜드의 배우이다.

## 출연 작품

### 영화
- 테스 - 엔젤 역
- 로이의 시련
- 뱀파이어 - 클린 케인 대령 역
- 스크린 투
- 핵비상 사태 - 닥터 케니스 페리쉬 역
- 노생거 사원 - 헨리 틸네이 역
- 리오의 도망자
- 폐허의 토퍼빌
- 아미스타드 - 피츠제럴드 선장 역
- 가스톤의 전쟁
- 사랑과 용기
- 마이티 조 영
- 칠 팩터 - 앤드류 브라이언 역
- 영 인디아나 존스 - 악마의 얼굴
- 진주만 - 피츠제럴드 선장 역
- 매직 마스터
- 스푹스: MI5 - 해리 피어스 역
- 부활 - 빌라도 역
- 해필리 에버 애프터

### 드라마
- 디킨시언
- 빅토리아 - 컴벌랜드 공작 역